# カーチェイス
カーチェイス（英語: car chase）とは、自動車同士で行われる壮烈な追跡。また逃走しようとする車と、それを追跡しようとする車とのレースのこと。

## 概要

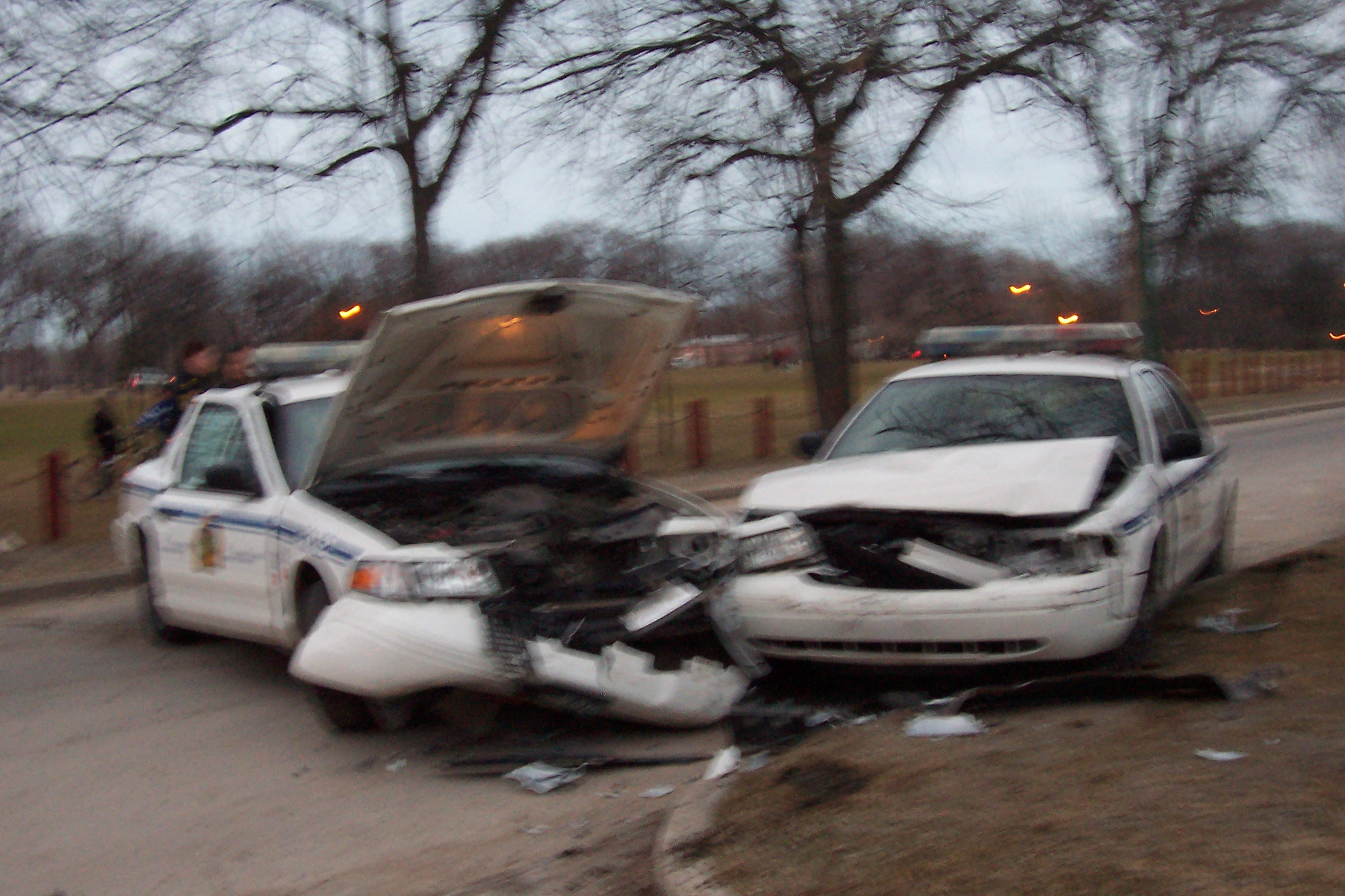
盗難車を追跡し交通事故を起こし大破したパトロールカー。

「カーチェイス」とは、公道での車の追跡劇と逃走劇について使われることがほとんどである。以下、公道でのカーチェイスについて説明する。
米国では何らかの犯罪を起こした犯人（加害者）が、逮捕を免れるために自動車を使って逃走し、一般道や高速道路などを走行（爆走）し、それを警察車両（や被害者の車両）が追跡するということは頻繁に起きている。またそうした様子を上空から録画するための装置を備えたヘリコプターも多数存在しており、米国のテレビニュースでは頻繁にそうした様子が放送されている。また、そうした映像が世界各国の放送局に配信され放送されており、お馴染みのものとなっている。米国ではこうした映像を撮影するビジネスが（テレビ局とは異なる個人事業として）成立している。ヘリの操縦が卓越した人とカメラマンがチームを組み専用のヘリを所有し、ヘリ下部にアクリルのドームに収まったリモコン・カメラを装備。警察無線を傍受しつづけ、（カーチェイスなどの）事件発生の情報を傍受した直後に離陸、現場上空に急行し、上空から目視で車を追跡しつつカメラ撮影を行い、撮影終了後はすぐにテレビ局に映像データを持ち込み、それを高値で買い取ってもらうというシステムである。
一般に、カーチェイスの場合、逃走車も追跡車も無謀運転になる傾向がある。
逃走車は、交通法規を全て守っていては（信号の停止信号など）すぐに追跡車に追いつかれてしまうため、守らないことがほとんどである。追跡車は、一般車両と警察車両では位置づけが異なるが、パトカーの場合でかつ警告灯を機能させ警告音を鳴らしていれば緊急自動車扱いとなるため、その場合は信号を無視しても一応は交通法規を破ったことにはならない。

## 映画
映画やテレビドラマ、小説や漫画などのフィクションにおいては、盛り上げる要素としてカーチェイスは度々取り上げられる。
自動車を主題としない映画でも、主に物語の終盤など緊張感を要するシーンにおいてカーチェイスが登場することが往々にしてある。時にそれは自動車、あるいは二輪車以外の乗り物であったり（自転車、馬車、鉄道、モーターボート、ヘリコプター、飛行機、宇宙船 など、あるいはそれらと自動車との対決）、また自動車そのものが通常の乗用車ではない特殊な車 や現実にはない車 やCGを用いた演出 であったり、また映画の画面抜けの良い景色でのロケであったりする。画面に映るスピード感や車のボリューム、また衝突して大破する場面など、映画にとって低予算かつ簡易に迫力のある場面を撮影できるため、この手法は多用される。映画音楽にとっても、その映画全体のテーマと大きく異なる場合も含めて、緊張する要素を持たせる重要な場面転換として機能する。
日本のテレビドラマ『西部警察』は劇中で大門軍団のパトカーと逃走する犯人の車の派手なカーチェイスがシリーズの売りだった。

### アメリカ
ハリウッド映画においては、最初に現代のカーチェイスを主軸とした映画は1968年の『ブリット』（ピーター・イェーツ監督）であった。 10分以上に及ぶカーチェイスシーンはそれ以前の映画よりもずっと長くそして速く、観客に自分たちが車の中にいることを錯覚させた。映画の中で最も災難なシーンにもかかわらず、主演俳優のスティーヴ・マックイーンははっきりと車に乗っていることが画面で確認できた。
続いて映画『フレンチ・コネクション』（1971年）ではさらにリアリズムが追求された。封鎖された一般道、一般開放前や車通りのほとんどない田舎の高速道路、日曜日の早朝（『ブリット』も含む）などで撮影されたこの映画は、ニューヨーク市内の自動車交通網でのカーチェイスを見事に描いた。両映画のプロデューサーであるフィリップ・ダントーニは、続いて映画『重犯罪特捜班/ザ・セブン・アップス』（1973年）の製作に取り掛かり、主演俳優に『フレンチ・コネクション』から続投でロイ・シャイダーを、またそのスタントマンに『ブリット』からビル・ヒックマンを起用した。
これらの映画によって、その時代の映画はカーチェイスシーンを頻繁に採用するようになった。『ブリット』以後カーチェイスシーンは発展し、またエンターテインメントの主要素の一つとなった。車の衝突もまた重要な要素として発展し、様々な車が画面上で大破して時に観客を喜ばせた。初期の例では『マックQ』において、ビーチを横切る車が事故を起こす例が見られる。映画の予算は高騰したが、それはスタントマンのハル・ニーダムの事故による負傷から支えるためであった。
さらに『バニシングin60″』では40分以上にわたるカーチェイスが繰り広げられ、また多くの車が大破した。それらの破壊シーンには意図的なものではなく本当に撮影事故として衝突したものもあった。
カーチェイスに登場する最も一般的な車はパトカーである。その一方で、バス、トラック、スノーモービル、列車、戦車、それから架空の世界の車（車輪を伴うか否かにかかわらず）など、奇抜な組み合わせのカーチェイスも多くの監督によって試みられている。
カーチェイスは喜劇においても昔から多用される。キーストン・コップス、W. C. フィールズ、三ばか大将、『チャップリンの駈落』（1915年）、『ボクはむく犬』（1959年）、『おかしなおかしなおかしな世界』（1963年）、『小びとの森の物語』（1967年）、『The Million Dollar Duck』（1971年）、『おかしなおかしな大追跡』（1972年）、『フリーキー・フライデー』（1976年）など、多くの喜劇映画でカーチェイスが見られる。
最も複雑なカーチェイスの一例としては、『L.A.大捜査線/狼たちの街』および『RONIN』における、高速道路を逆走した末のカーチェイスが挙げられる。
幾つかの映画では、何台もの車が複雑に絡み合いながら追跡する大規模なカーチェイスが展開される。『ブルース・ブラザース』、『トランスポーター』、『レイダース/失われたアーク《聖櫃》』、『マッドマックス2』、『ワイルド・スピードシリーズ』などである。もう一つのカーチェイスの複雑化の例としては、登場人物がある車から別の車に乗り移り、その中や上で別の登場人物と戦うというものである。ウォシャウスキー姉弟は『マトリックス リローデッド』でこの手法を巧みに用いた。
テレビドラマにおいてもカーチェイスがメインに頻出するシリーズがある。アメリカのドラマ『爆発!デューク』、『俺たち賞金稼ぎ!!フォール・ガイ』、『ナイトライダー』、『探偵ハード&マック』、ドイツのドラマ『アラーム・フォー・コブラ11』そして最近の例としては2010年の『CHASE /逃亡者を追え!』や2012年フランス・アメリカ・カナダ合作の『トランスポーター ザ・シリーズ』が挙げられる。
スティーヴン・スピルバーグも『激突!』（1971年）で乗用車とトレーラーによるカーチェイスシーンを描いた。
最近ではCGを用いたカーチェイスも多く見られる。CGの使用はコスト的に危険度を無視することができる。またリアリズムを無視して、車や人物のダメージを大きく見せ、迫力や恐怖に訴える表現が可能である。近年ではマイケル・ベイ監督による『バッドボーイズ2バッド』と『アイランド』が挙げられる。低予算映画でCGのカーチェイスを用いた例では『RSTC: Reserve Spy Training Corps』が挙げられる。『ドリヴン』は特にCGIを用いたカーチェイスが特筆される。一方でCGによるカーチェイスに否定的な批評も多く、『RONIN』、『ボーン・スプレマシー』、『キングダム/見えざる敵』、『ダークナイト』では実際のカーチェイスを撮影し、CGの使用は極力抑え、または完全に排除している。

### その他の地域の映画
- 英米合作映画『ミニミニ大作戦 (1969年の映画)』は、カーチェイスを主軸とした映画である。リメイク版の『ミニミニ大作戦 (2003年の映画)』では、ヴェネチアの運河でのボートによるチェイスも登場する。
- フランス映画で常に興行収入の上位[15] を記録した『ルイ・ド・フュネスのサントロペシリーズ』（1964年 - 1982年、全6作）には、スピード狂のクロチルド修道女なる人物が登場し[16]、全てのシリーズでカーチェイスや大破シーンが繰り広げられる。使われる車は主にフランス車のシトロエン・2CVである。
- 同じくルイ・ド・フュネスが準主役を演ずる『ファントマ』シリーズ（1964年 - 1967年）にも、カーチェイスシーンが頻出する。原作の小説でも、それが書かれた20世紀初頭にはまだ新技術であった自動車や蒸気機関車のカーチェイスを描いたことは、小説の人気に繋がった。
- ルイ・ド・フュネス主演の映画では他にも、『パリ大混戦』はレストランを舞台としたコメディ映画であるにもかかわらず、その後半にはヘリコプターも交えた長いカーチェイスシーンが展開される。『大追跡』は映画全体が車の追跡物語であり、冒頭からシトロエン・2CVが大破する。『大進撃』ではトラック、軍用車、馬車、グライダーも駆使したチェイスが繰り広げられる。
- 同じくフランス映画の『TAXi』シリーズ（1998年 - 2007年）では、改造したタクシーのカーチェイスが毎回繰り広げられる。第1作で主人公のダニエルはタクシー運転手に転職する前は宅配ピザ店員として働いており、バイクでも暴走運転シーン（チェイスの有る無しに関わらず）が描かれる。
- フランス・イタリア共同制作映画『カトマンズの男』（言語はフランス語）では、徒歩から気球、飛行機、ベッドに至るまで様々な乗り物を使った追跡シーンが展開される。
- 日本の漫画『頭文字D』（しげの秀一）は、一般公道におけるカーレースを描いた作品である。カーブの多い日本の道路でドリフト走行を中心としたドライビングテクニックが披露される。アニメ版では、CGをふんだんに取り入れて使用した日本のテレビアニメの最初期の例として挙げられ、アニメの映画化もされている。香港で実写映画化もされている。
- 『ワイルド・スピードX3 TOKYO DRIFT』では、渋谷の中心街（VFX合成によるセット撮影）や鋸山登山自動車道でのロケによる日本を舞台としたカーチェイスが繰り広げられ、やはりドリフト走行を中心に物語が展開する。ただしこれはハリウッド映画である。
- 漫画『新寶島』（手塚治虫）は、ページ1枚丸ごと使っていくつものコマに遠くから迫る自動車が近くに迫ってくるアングルを見せ、映画のフィルムの一つ一つのコマを見るような演出を用いて、カーチェイスのスピード感を表現した。

## カーチェイスが引き起こした主な事件
- 2024年12月21日 - テキサス州で警察車両が飲酒運転の取締から逃れようとしたピックアップ・トラックを追跡したところ、トラックはショッピングモールに突入。さらにモール内の百貨店の中を走り回り5人が負傷する事件に発展した。なお、トラックを運転していた男は警官隊との間で銃撃戦を展開して射殺された[17]。